# Elk Lake (British Columbia)
Der Elk Lake ist ein großer See im Elk/Beaver Lake Regional Park auf der Saanich Peninsula auf dem Gebiet der Gemeinde Saanich, Kanada. Der Elk Lake und der Beaver Lake bilden heute aufgrund eines verbindenden seichten Kanals eine einzige Seefläche, wobei der Elk Lake der nördliche der beiden Seen ist.
Elk und Beaver Lake waren in der Blütezeit in den 1930er und 1940er Jahren als „Freshwater Playground of Victoria“ bekannt. Mit Fertigstellung des Patricia Bay Highway, welcher Stellenweise unmittelbar am östlichen Seeufer verläuft, in den 1950er Jahren verschob sich der Fokus jedoch hin zu Umweltfragen. Zu Beginn einer Renaturierungs- und Schutzphase wurden Messungen durchgeführt. Der See wurde 1966 zum Kern eines Regionalparks.